# Josef Mazura
Josef Mazura (Vyškov, 23 aprile 1956) è un allenatore di calcio ed ex calciatore ceco, fino al 1993 cecoslovacco.

## Palmarès

### Giocatore

#### Club
- Campionato cecoslovacco: 1

Zbrojovka Brno: 1977-1978
- Coppa d'Austria: 1

Sportverein Stockerau: 1990-1991
- Fußball-Regionalliga (Austria): 1

Sportverein Stockerau: 1995-1996

#### Nazionale
- Oro olimpico: 1

Mosca 1980